# Honda Indy Grand Prix of Alabama 2013
Der Honda Indy Grand Prix of Alabama 2013 fand am 7. April im Barber Motorsports Park in Birmingham, Alabama, Vereinigte Staaten statt und war das zweite Rennen der IndyCar-Series-Saison 2013.

## Berichte

### Hintergrund
Nach dem Honda Grand Prix of St. Petersburg führte James Hinchcliffe in der Fahrerwertung mit 8 Punkten auf Hélio Castroneves und 16 Punkten auf Marco Andretti.
Beim Honda Indy Grand Prix of Alabama standen den Fahrern insgesamt 170 Sekunden zur Nutzung des Push-To-Pass-Buttons zu. Die Überholhilfe durfte im Rennen zehnmal aktiviert werden.
Ana Beatriz behielt ihr Cockpit bei Dale Coyne Racing für dieses und die nächsten drei Rennen. Damit setzte sie sich bei den Vertragsverhandlungen gegen Stefan Wilson durch, der sich ebenfalls um das Cockpit bemüht hatte.
A. J. Allmendinger gab bei diesem Grand Prix sein Comeback im Formelsport und sein Debüt in der IndyCar Series. Er war zuletzt 2006 in der Champ-Car-Serie aktiv gewesen und trat anschließend nur noch in den NASCAR-Serien sowie zum 24-Stunden-Rennen von Daytona an. Allmendinger erhielt das dritte Fahrzeug vom Team Penske, das beim Saisonauftakt nicht zum Einsatz gekommen war.
Mit Will Power (zweimal) und Castroneves (einmal) traten alle bisherigen Sieger zu diesem Grand Prix an.

### Training
Im ersten Training erzielte Tristan Vautier die Bestzeit vor Scott Dixon und Ryan Hunter-Reay. Vautier rutschte kurz vor dem Ende ausgangs der zweiten Kurve ins Kiesbett und löste die einzige Unterbrechung dieses Trainings aus. Sein Fahrzeug blieb unbeschädigt. Das Training wurde aufgrund der Unterbrechung um fünf Minuten verlängert. Im zweiten Training unterbot Castroneves die Bestzeit und fuhr die schnellste Runde vor Alex Tagliani und Vautier. Die einzige Unterbrechung löste E. J. Viso mit einem Ausrutscher ins Kiesbett aus. Im dritten Training erzielte Simona de Silvestro die bis dahin schnellste Zeit des Wochenendes vor Simon Pagenaud und Dixon. Sébastien Bourdais löste mit einem Dreher die einzige Unterbrechung aus. Er nahm das Training aber wenig später wieder auf.

### Qualifying
Der erste Abschnitt des Zeitentrainings wurde in zwei Gruppen ausgetragen. Die sechs schnellsten Piloten jeder Gruppe kamen ins zweite Segment. Die restlichen Startpositionen wurden aus dem Ergebnis des ersten Qualifyingabschnitts bestimmt, wobei den Fahrern der ersten Gruppe die ungeraden Positionen ab 13, und den Fahrern der zweiten Gruppe die geraden Positionen ab 14 zugewiesen wurden. In der ersten Gruppe fuhr Dixon die schnellste Runde, in der zweiten Gruppe war Vautier der schnellste Pilot.
Im zweiten Segment der Qualifikation qualifizierten sich die sechs schnellsten Fahrer für den finalen Abschnitt. Dixon erzielte die schnellste Rundenzeit. Neben ihm schafften es Hunter-Reay, Charlie Kimball, Power, Castroneves und Vautier in den dritten Teil des Qualifyings, die sogenannten Firestone Fast Six. Ursprünglich lag Vautier auf dem siebten Platz und somit außerhalb der Firestone Fast Six, allerdings wurden Takuma Satō wegen Blockierens die schnellsten Zeiten gestrichen, sodass er auf den zwölften Platz zurückfiel.
Hunter-Reay fuhr schließlich die schnellste Zeit und erzielte die Pole-Position vor Power und Vautier.

### Abschlusstraining
Im Abschlusstraining war Kimball der schnellste Fahrer vor Josef Newgarden und Tony Kanaan.

### Rennen
Während Hunter-Reay beim Start gefahrlos in Führung blieb, startete Power vom zweiten Platz aus nicht gut und musste die Außenbahn in der ersten Kurve wählen. Dadurch schoben sich auf der Innenbahn Vautier und Kimball vorbei. In der ersten Runde kam es nahe dem Museumskomplex zu Kollisionen, bei denen kein Fahrzeug ausfiel oder stehenblieb, aber Teile auf der Strecke verteilt wurden. Aus dem Grund kam es zu einer Gelbphase, um die Strecke zu reinigen. In der Gelbphase löste sich ein Rad an Hinchcliffes Fahrzeug. Er wurde neben die Strecke geschoben und sein Fahrzeug sollte bei einer nächsten Gelbphase an die Box zurückgebracht werden. Aus diesem Grund blieb Hinchcliffe in dem Fahrzeug sitzen. Allerdings gab es keine weitere Gelbphase, sodass das Hinchcliffe schließlich 72 Runden im Auto saß und wartete, bis er schließlich endgültig aufgab.
Beim Restart kam Power erneut auf die Außenbahn und fiel schließlich auf den neunten Platz zurück. Hunter-Reay setzte sich in den folgenden Runden vom restlichen Feld ab. Vautier und Kimball duellierten sich um den zweiten Platz. Dahinter zeigte Dixon einige Überholmanöver und schloss schließlich auf die Top 3 auf.
Bei den ersten Boxenstopps wichen einige Piloten von der eigentlich optimalen Strategie, einer Drei-Stopp-Strategie mit ausgeglichenen Rennabschnitten. Castroneves, Dario Franchitti und Pagenaud gingen eher an die Box, sodass sie zum Rennende mit ihren Reifen haushalten mussten. Power entschied sich für einen Wechsel auf eine Zwei-Stopp-Strategie und übernahm daher nach Hunter-Reays-Boxenstopp die Führung für ein paar Runden.
In der 43. Runde gingen Castroneves, Pagenaud und Franchitti zum zweiten Mal an die Box. Dabei gab Franchitti mit technischen Defekt auf. Eine Runde später kamen Hunter-Reay und Dixon an die Box, die sich beide für einen kurzen Mittelstint auf den härteren Reifen entschieden hatten. Kimball übernahm für zwei Runden die Führung, bevor er diese an Power abgab. Hinter Power lagen Hunter-Reay und Castroneves. Während Castroneves zunächst an Hunter-Reay und dann an Power vorbeiging und die Führung übernahm, hielt Power Hunter-Reay hinter sich und mehrere Fahrer schlossen auf. Castroneves baute einen Vorsprung an der Spitze aus. In der 60. Runde absolvierte Power seinen zweiten und letzten Stopp. Er fiel auf den neunten Platz zurück. Wenig später gingen auch die anderen Piloten zu ihrem letzten Stopp an die Box. Dabei würgte Allmendinger sein Auto ab und fiel nach hinten zurück. Bis zu diesem Problem war er in einer aussichtsreichen Position auf eine Top-10-Platzierung.
In der 75. Runde griff Hunter-Reay Castroneves an und übernahm die Führung. Castroneves wurde eine Runde später ebenfalls von Dixon überholt. Castroneves versuchte, den dritten Platz auf der härteren Reifenmischung zu erreichen. Dixon setzte Hunter-Reay bis zum Rennende unter Druck, kam aber nicht in den direkten Windschatten.
Hunter-Reay gewann das Rennen schließlich vor Dixon und Castroneves. Es war das vierte Mal in Folge, dass Dixon Zweiter beim Honda Indy Grand Prix of Alabama wurde. Es war Hunter-Reays Zehnter IndyCar-Sieg. Kimball erreichte als Vierter zum zweiten Mal in seiner Karriere die Top 5. Die Top 10 komplettierten Power, Pagenaud, Andretti, Justin Wilson, Newgarden und Vautier. Es waren die ersten Top-10-Platzierungen für Newgarden und Vautier.
In der Gesamtwertung übernahm Castroneves die Führung vor Dixon und Hunter-Reay.
Insgesamt kamen 83.564 Zuschauer an diesem Wochenende an die Rennstrecke.

## Meldeliste
Alle Teams und Fahrer verwendeten das Chassis Dallara DW12 mit einem Aero-Kit von Dallara und Reifen von Firestone.
| Team                                   | Nr. | Fahrer              | Motor     |
| -------------------------------------- | --- | ------------------- | --------- |
| Andretti Autosport                     | 01  | Ryan Hunter-Reay    | Chevrolet |
| Andretti Autosport                     | 25  | Marco Andretti      | Chevrolet |
| Andretti Autosport                     | 27  | James Hinchcliffe   | Chevrolet |
| Team Penske                            | 02  | A. J. Allmendinger  | Chevrolet |
| Team Penske                            | 03  | Hélio Castroneves   | Chevrolet |
| Team Penske                            | 12  | Will Power          | Chevrolet |
| Panther Racing                         | 04  | J. R. Hildebrand    | Chevrolet |
| Team Venezuela/Andretti Autosport/HVM  | 05  | E. J. Viso          | Chevrolet |
| Dragon Racing                          | 06  | Sebastian Saavedra  | Chevrolet |
| Dragon Racing                          | 07  | Sébastien Bourdais  | Chevrolet |
| Target Chip Ganassi Racing             | 09  | Scott Dixon         | Honda     |
| Target Chip Ganassi Racing             | 10  | Dario Franchitti    | Honda     |
| KV Racing Technology                   | 11  | Tony Kanaan         | Chevrolet |
| KV Racing Technology                   | 78  | Simona de Silvestro | Chevrolet |
| A. J. Foyt Enterprises                 | 14  | Takuma Satō         | Honda     |
| Rahal Letterman Lanigan Racing         | 15  | Graham Rahal        | Honda     |
| Rahal Letterman Lanigan Racing         | 16  | James Jakes         | Honda     |
| Dale Coyne Racing                      | 18  | Ana Beatriz         | Honda     |
| Dale Coyne Racing                      | 19  | Justin Wilson       | Honda     |
| Ed Carpenter Racing                    | 20  | Ed Carpenter        | Chevrolet |
| Panther DRR                            | 22  | Oriol Servià        | Chevrolet |
| Schmidt Peterson Motorsports           | 55  | Tristan Vautier     | Honda     |
| Sarah Fisher Hartman Racing            | 67  | Josef Newgarden     | Honda     |
| Schmidt Hamilton Motorsports           | 77  | Simon Pagenaud      | Honda     |
| Novo Nordisk Chip Ganassi Racing       | 83  | Charlie Kimball     | Honda     |
| Bryan Herta Autosport w/Curb-Agajanian | 98  | Alex Tagliani       | Honda     |

Quelle: 

## Klassifikationen

### Qualifying
| Pos. | Fahrer              | Team                                   | Fahrzeug          | Gruppe 1  | Gruppe 2  | Top 12    | FF6       | Start |
| ---- | ------------------- | -------------------------------------- | ----------------- | --------- | --------- | --------- | --------- | ----- |
| 01   | Ryan Hunter-Reay    | Andretti Autosport                     | Dallara-Chevrolet | 1:07,0186 | —         | 1:07,0521 | 1:07,0871 | 01    |
| 02   | Will Power          | Team Penske                            | Dallara-Chevrolet | —         | 1:07,2651 | 1:07,2536 | 1:07,3304 | 02    |
| 03   | Tristan Vautier     | Schmidt Peterson Motorsports           | Dallara-Honda     | —         | 1:07,1201 | 1:07,4772 | 1:07,3616 | 03    |
| 04   | Scott Dixon         | Target Chip Ganassi Racing             | Dallara-Honda     | 1:06,7750 | —         | 1:06,9095 | 1:07,3642 | 04    |
| 05   | Charlie Kimball     | Novo Nordisk Chip Ganassi Racing       | Dallara-Honda     | 1:07,1552 | —         | 1:07,2013 | 1:07,4987 | 05    |
| 06   | Hélio Castroneves   | Team Penske                            | Dallara-Chevrolet | —         | 1:07,3365 | 1:07,2794 | 1:07,5106 | 06    |
| 07   | Marco Andretti      | Andretti Autosport                     | Dallara-Chevrolet | —         | 1:07,5997 | 1:07,4893 | —         | 07    |
| 08   | Justin Wilson       | Dale Coyne Racing                      | Dallara-Honda     | —         | 1:07,1819 | 1:07,4964 | —         | 08    |
| 09   | Sebastian Saavedra  | Dragon Racing                          | Dallara-Chevrolet | 1:07,0964 | —         | 1:07,6317 | —         | 09    |
| 10   | A. J. Allmendinger  | Team Penske                            | Dallara-Chevrolet | 1:07,1881 | —         | 1:07,6962 | —         | 10    |
| 11   | James Jakes         | Rahal Letterman Lanigan Racing         | Dallara-Honda     | —         | 1:07,5428 | 1:07,8832 | —         | 11    |
| 12   | Takuma Satō         | A. J. Foyt Enterprises                 | Dallara-Honda     | 1:07,0619 | —         | 1:08,9560 | —         | 12    |
| 13   | Simon Pagenaud      | Schmidt Hamilton Motorsports           | Dallara-Honda     | 1:07,2409 | —         | —         | —         | 13    |
| 14   | Simona de Silvestro | KV Racing Technology                   | Dallara-Chevrolet | —         | 1:07,7291 | —         | —         | 14    |
| 15   | Alex Tagliani       | Bryan Herta Autosport w/Curb-Agajanian | Dallara-Honda     | 1:07,2886 | —         | —         | —         | 15    |
| 16   | E. J. Viso          | Team Venezuela/Andretti Autosport/HVM  | Dallara-Chevrolet | —         | 1:07,7337 | —         | —         | 16    |
| 17   | Dario Franchitti    | Target Chip Ganassi Racing             | Dallara-Honda     | 1:07,2965 | —         | —         | —         | 17    |
| 18   | Oriol Servià        | Panther DRR                            | Dallara-Chevrolet | —         | 1:07,7474 | —         | —         | 18    |
| 19   | Tony Kanaan         | KV Racing Technology                   | Dallara-Chevrolet | 1:07,3671 | —         | —         | —         | 19    |
| 20   | James Hinchcliffe   | Andretti Autosport                     | Dallara-Chevrolet | —         | 1:07,7774 | —         | —         | 20    |
| 21   | Graham Rahal        | Rahal Letterman Lanigan Racing         | Dallara-Honda     | 1:07,4184 | —         | —         | —         | 21    |
| 22   | Josef Newgarden     | Sarah Fisher Hartman Racing            | Dallara-Honda     | —         | 1:07,7830 | —         | —         | 22    |
| 23   | Sébastien Bourdais  | Dragon Racing                          | Dallara-Chevrolet | 1:07,4567 | —         | —         | —         | 23    |
| 24   | J. R. Hildebrand    | Panther Racing                         | Dallara-Chevrolet | —         | 1:07,8367 | —         | —         | 24    |
| 25   | Ana Beatriz         | Dale Coyne Racing                      | Dallara-Honda     | 1:08,9108 | —         | —         | —         | 25    |
| 26   | Ed Carpenter        | Ed Carpenter Racing                    | Dallara-Chevrolet | —         | 1:08,6362 | —         | —         | 26    |

Quellen: 

### Rennen
| Pos. | Fahrer              | Team                                   | Fahrzeug          | Runden | Zeit         | Start | Führungsrunden |
| ---- | ------------------- | -------------------------------------- | ----------------- | ------ | ------------ | ----- | -------------- |
| 01   | Ryan Hunter-Reay    | Andretti Autosport                     | Dallara-Chevrolet | 90     | 1:52:04,5450 | 01    | 53             |
| 02   | Scott Dixon         | Target Chip Ganassi Racing             | Dallara-Honda     | 90     | + 0,6363     | 04    | 0              |
| 03   | Hélio Castroneves   | Team Penske                            | Dallara-Chevrolet | 90     | + 17,6821    | 06    | 25             |
| 04   | Charlie Kimball     | Novo Nordisk Chip Ganassi Racing       | Dallara-Honda     | 90     | + 20,6166    | 05    | 03             |
| 05   | Will Power          | Team Penske                            | Dallara-Chevrolet | 90     | + 26,6469    | 02    | 09             |
| 06   | Simon Pagenaud      | Schmidt Hamilton Motorsports           | Dallara-Honda     | 90     | + 27,2995    | 13    | 0              |
| 07   | Marco Andretti      | Andretti Autosport                     | Dallara-Chevrolet | 90     | + 27,7175    | 07    | 0              |
| 08   | Justin Wilson       | Dale Coyne Racing                      | Dallara-Honda     | 90     | + 30,5504    | 08    | 0              |
| 09   | Josef Newgarden     | Sarah Fisher Hartman Racing            | Dallara-Honda     | 90     | + 41,1029    | 22    | 0              |
| 10   | Tristan Vautier     | Schmidt Peterson Motorsports           | Dallara-Honda     | 90     | + 50,6449    | 03    | 0              |
| 11   | Alex Tagliani       | Bryan Herta Autosport w/Curb-Agajanian | Dallara-Honda     | 90     | + 58,0458    | 15    | 0              |
| 12   | E. J. Viso          | Team Venezuela/Andretti Autosport/HVM  | Dallara-Chevrolet | 90     | + 1:01,4334  | 16    | 0              |
| 13   | Tony Kanaan         | KV Racing Technology                   | Dallara-Chevrolet | 90     | + 1:01,6834  | 19    | 0              |
| 14   | Takuma Satō         | A. J. Foyt Enterprises                 | Dallara-Honda     | 90     | + 1:03,1151  | 12    | 0              |
| 15   | Oriol Servià        | Panther DRR                            | Dallara-Chevrolet | 90     | + 1:03,1495  | 18    | 0              |
| 16   | Sébastien Bourdais  | Dragon Racing                          | Dallara-Chevrolet | 90     | + 1:07,6880  | 23    | 0              |
| 17   | J. R. Hildebrand    | Panther Racing                         | Dallara-Chevrolet | 90     | + 1:09,7447  | 24    | 0              |
| 18   | Simona de Silvestro | KV Racing Technology                   | Dallara-Chevrolet | 90     | + 1:09,9130  | 14    | 0              |
| 19   | A. J. Allmendinger  | Team Penske                            | Dallara-Chevrolet | 90     | + 1:11,0558  | 10    | 0              |
| 20   | Sebastian Saavedra  | Dragon Racing                          | Dallara-Chevrolet | 90     | + 1:11,6523  | 09    | 0              |
| 21   | Graham Rahal        | Rahal Letterman Lanigan Racing         | Dallara-Honda     | 90     | + 1:14,0385  | 21    | 0              |
| 22   | Ed Carpenter        | Ed Carpenter Racing                    | Dallara-Chevrolet | 89     | + 1 Runde    | 26    | 0              |
| 23   | James Jakes         | Rahal Letterman Lanigan Racing         | Dallara-Honda     | 86     | + 4 Runden   | 11    | 0              |
| 24   | Ana Beatriz         | Dale Coyne Racing                      | Dallara-Honda     | 65     | DNF          | 25    | 0              |
| 25   | Dario Franchitti    | Target Chip Ganassi Racing             | Dallara-Honda     | 42     | DNF          | 17    | 0              |
| 26   | James Hinchcliffe   | Andretti Autosport                     | Dallara-Chevrolet | 03     | DNF          | 20    | 0              |

Quellen: 

#### Führungsabschnitte
| Abschnitt | Runden | Fahrer            |
| --------- | ------ | ----------------- |
| 1         | 1–26   | Ryan Hunter-Reay  |
| 2         | 27–30  | Will Power        |
| 3         | 31–42  | Ryan Hunter-Reay  |
| 4         | 43–45  | Charlie Kimball   |
| 5         | 46–50  | Will Power        |
| 6         | 51–75  | Hélio Castroneves |
| 7         | 76–90  | Ryan Hunter-Reay  |

Quellen: 

#### Gelbphasen
| Nr. | Dauer | Runden | Grund für Gelbphase   |
| --- | ----- | ------ | --------------------- |
| 1   | 2–5   | 4      | Trümmerteile: Kurve 9 |

Quellen: 

## Punktestände nach dem Rennen

### Fahrerwertung
Die Punktevergabe wird hier erläutert.
| Pos. | Fahrer            | Punkte |
| ---- | ----------------- | ------ |
| 01.  | Hélio Castroneves | 79     |
| 02.  | Scott Dixon       | 70     |
| 03.  | Ryan Hunter-Reay  | 66     |
| 04.  | Marco Andretti    | 61     |
| 05.  | James Hinchcliffe | 56     |
| 06.  | Charlie Kimball   | 51     |
| 07.  | Tony Kanaan       | 49     |
| 08.  | Will Power        | 47     |
| 09.  | Justin Wilson     | 46     |

| Pos. | Fahrer              | Punkte |
| ---- | ------------------- | ------ |
| 10.  | E. J. Viso          | 44     |
| 11.  | Simona de Silvestro | 40     |
| 12.  | Takuma Satō         | 40     |
| 13.  | Alex Tagliani       | 39     |
| 14.  | Simon Pagenaud      | 34     |
| 15.  | Sébastien Bourdais  | 33     |
| 16.  | Josef Newgarden     | 29     |
| 17.  | Tristan Vautier     | 29     |
| 18.  | Oriol Servià        | 29     |

| Pos. | Fahrer             | Punkte |
| ---- | ------------------ | ------ |
| 19.  | Graham Rahal       | 26     |
| 20.  | Ed Carpenter       | 24     |
| 21.  | J. R. Hildebrand   | 24     |
| 22.  | James Jakes        | 22     |
| 23.  | Sebastian Saavedra | 20     |
| 24.  | Ana Beatriz        | 14     |
| 25.  | A. J. Allmendinger | 11     |
| 26.  | Dario Franchitti   | 10     |